# Pobiedziska (stacja kolejowa)
Pobiedziska – stacja kolejowa w Pobiedziskach, w województwie wielkopolskim, w Polsce. Według klasyfikacji PKP ma kategorię dworca lokalnego. Stacja położona jest na linii Poznań Wschód-Skandawa.

## Historia
W 2015 roku przebudowano układ torowy i wyremontowano perony. Przy stacji istnieje parking Park & Ride oraz stacja roweru miejskiego. W 2020 ogłoszono przetarg na remont objętego ochroną konserwatorską budynku dworca z 1872, zakładający wykonanie nowych stropów, ścian i klatek schodowych. Wartość zamówienia określono na 6,165 mln zł, a na realizację przeznaczono 476 dni.

## Ruch pasażerski
| Rok  | Wymiana roczna | Wymiana pasażerska na dobę | miejsce w Polsce |
| ---- | -------------- | -------------------------- | ---------------- |
| 2017 | 584 000        | 1 600                      |                  |
| 2018 | 730 000        | 2 000                      |                  |
| 2019 | 840 000        | 2 300                      |                  |
| 2020 | 549 000        | 1 500                      |                  |
| 2021 | 657 000        | 1 800                      |                  |
| 2022 |                | 2 200                      |                  |